# Inter-Environnement Bruxelles
Inter-Environnement Bruxelles ( IEB ) is een federatie van buurtcomités die is opgericht door René Schoonbrodt en sinds 1974 actief is in de regio Brussel. IEB brengt een groot aantal buurtcomités en gespecialiseerde verenigingen samen onder de vlag van een gemeenschappelijk charter en maakt zich met name sterk voor het milieu, erfgoed en openbaar vervoer. 
De vereniging spant zich in voor een betere leefomgeving in het Brussels gewest en streeft naar een stedelijke mix en participatie van de inwoners. 
Zij publiceert het tijdschrift Bruxelles en mouvements  . 

## Lidverenigingen van Inter-Environnement Bruxelles
- AAM asbl - Archives d'Architecture Moderne asbl
- ACQU asbl - Vereniging van Ukkelse buurtcomités
- APERe asbl - Vereniging voor de bevordering van hernieuwbare energiebronnen
- Apis Bruoc Sella
- AQL - Vereniging van de Leopold en Europese wijk van Brussel
- Stedelijk onderzoek en actie workshop
- ASEPRé - Vereniging voor de bescherming van het milieu en de bevordering van het ecologische netwerk
- Vereniging van het Lorraine district
- Brussels Air Libre asbl
- Bruxelles Nature asbl
- BruxellesFabriques
- CEBE asbl - Brusselse Milieucommissie en Omgeving
- CEBO asbl - Milieucommissie Brussel West
- Kring voor geschiedenis en archeologie en folklore van Ukkel en omgeving
- Buurtcomité van Sint-Gillis
- Comité voor de inwoners van Brussel Centrum 
  - Comité de défense du quartier des avenues Nouvelle et de la Couronne
  - Comité de la Samaritaine
  - Wijkcomité Dries
- Evenepoel Wijkcomité
- Buurtcomité voor Helm
- Maritieme Wijkcomité
- Pagodes -Beyseghem-Albert Buurtcomité
- Parvis Saint-Henri / Linthout Buurtcomité
- Buurtvereniging Terdelt
- Vogelenzang buurtcomité asbl
- Comité van de bewoners van de Koninklijke Jacht
- Distelscomité
- Buurtcomité Schuman-Bouleaux-Peupliers
- Buurtcomité Steurs-Houwaert-Verbist-Leuven
- Voltaire Asbl Commissie
- Emile Max Buurtcomité
- Buurtcomité Marie-Christine / Reine / Stéphanie asbl
- Buurtcomité Notre-Dame-aux-Neiges
- Commissie Haren
- Grandchamp Comité
- Wijkcommissies Watermaal-Bosvoorde
- Zenne coördinatie
- EauWater Zone
- Fond'Roy asbl
- GAQ - Animatiegroep van de Europese wijk van de stad Brussel
- GASS - Schaerbeek Action Group - Saint-Josse
- GRACQ - Les Cyclistes Quotidiens asbl
- Greenpeace
- GUTIB
- Gebruikersgroep openbaar vervoer in Brussel
- Habitat et Participation asbl
- Het westen in debat
- Vrienden van de Vorst- en Dudenparken
- Vrienden van het Bois de la Cambre asbl
- Liga van de Vrienden van de Kauwberg asbl
- Natagora
- Neerpede Blijft! - Neerpede Vivra! vzw
- PAN - Pesticide Action Network
- Egmontpark vzw
- Burgercursus
- Verzoekschriften-Heritage
- Brusselaars tegen Brusselisering
- Pierre d'Angle asbl
- Pro Velo
- PTTL - Plus tôt te laat
- Respire asbl
- SOS Kauwberg asbl
- Tournesol-Zonnebloem asbl
- Wolu-Inter-Quartiers asbl
- WWF België